# كورجون ماريينا
كورجون ماريينا (الاسم العلمي:Coregonus maraena) (بالإنجليزية: Maraena whitefish)‏ هو نوع من الأسماك يتبع جنس الكورجون من فصيلة سمك السلمون.